# Berechnung von Rohrleitungssystemen
Die Berechnung von Rohrleitungssystemen erfordert die Analyse und Auslegung von Rohrleitungssystemen anhand ihrer geometrischer Konfiguration und Komplexität.

## Randbedingungen und ermittelte Größen
Einfluss haben:
- Auflagerkräfte und Momente
- Kompensatoren
- Rohrkräfte und Momente
- Stutzenbelastung
- Verschiebungen
- Windlasten
- Spannungen
- Reibung
- Federhängerdaten
- Lager mit Spiel

Ausgelegt wird für den reinen Gewichtslastfall (Montage), den reinen Temperaturlastfall (An/Abfahren) und für den Kombinationslastfall (Betrieb).

## Geschichte
In der Rohrleitungstechnik wurden schon früh  Computerprogramme eingesetzt. Dies trifft für den Bereich der Isometrie-Erstellung über CAD-Programme ebenso zu wie für den Bereich der Materialverwaltung mit Materialauszügen und der Rohrklassenverwaltung. Besonders ausgeprägt war dieses frühe Erscheinen der EDV auf dem Gebiet der Hydraulik und der Spannungsanalyse.
Die Notwendigkeit, die Expansion räumlicher Rohrleitungssysteme rechnerisch zu erfassen und damit eine gewisse Betriebssicherheit zu erreichen, wurde schon früh erkannt. 1910 erschien ein ASCE-Artikel zu dieser Problematik. War aber ein räumliches Stabwerk z. B. für Brückenkonstruktionen schon lange berechenbar, so scheiterte eine Umsetzung dieser Berechnungsmethoden auf ein entsprechendes Rohrleitungsstabwerk an den Besonderheiten der Rohrbögen. Die Bewegungen, die ein belastetes Rohrleitungssystem im Raum vornimmt, wurden lange nicht verstanden. Erst die Pionierarbeit von Karman 1911 und von Wahl und Hovgaard 1928 ebneten den Weg für eine Berechnung dreidimensionaler Rohrleitungssysteme mit Rohrbögen.
Mit den gewonnenen Erkenntnissen war es nun möglich, einfache Rahmenstrukturen wie Dehnungsschleifen, L-Schenkel und räumliche Z-Verläufe zu berechnen. Das Expansionsproblem komplexer Leitungsstrukturen wurde auf die Betrachtung dieser bekannten elementaren Rahmenstrukturen reduziert. Diese Vorgehensweise wird bis heute für eine Grobabschätzung der Flexibilität oder zur ersten Erstellung des Unterstützungskonzepts angewendet. Dennoch forderte das wachsende Gefahrenpotential in der chemischen und petrochemischen Industrie, vor allem aber die Probleme in der Kraftwerkstechnik, eine Berechnung des gesamten Leitungssystems, inklusive der Betrachtung singulärer Auflager, Federhänger und Festpunktverschiebungen. Aus dieser Notwendigkeit heraus entwickelte in den 1930er Jahren die Kellogg Company in Zusammenarbeit mit verschiedenen amerikanischen Hochschulen eine generelle analytische Methode zur Berechnung räumlicher Rohrleitungssysteme. Diese Verfahren wurden über die Jahre verfeinert und 1941 offiziell publiziert.
Es war ebenfalls die Kellogg Company, die den Einsatz digitaler Computer zur Berechnung räumlicher Rohrleitungssysteme erwog und bereits 1954 erste Programme auf Lochkarten zur Verfügung hatte. Die Wirtschaftlichkeit dieser Programme zeichnete sich schnell ab. War der zeitliche Aufwand mit diesen Lochkartenprogrammen gegenüber einer Handberechnung bereits auf ein Zehntel geschrumpft, so reduzierte der Einsatz von magnetischen Datenträgern ab 1956 die Berechnungszeit nochmals. Der Ausbau dieser Programme wurde weiter forciert. Geradezu modern muten die Forderungen an, die Anfang der 1960er Jahre an die Programmierer der Kellogg Company gestellt wurden.

„Jede denkbare Rohrleitungskonfiguration muss berechenbar sein, unabhängig von der Anzahl der Verzweigungen, der Festpunkte, der Auflager und der internen Ringschlüsse. Vor allem aber muss das Programm mit einem minimalen Aufwand bei der Eingabe auskommen und gleichzeitig ein Maximum an Automatismen zur Verfügung stellen.“

Warum wurden bereits in den Anfängen der Informatik solche Forderungen an ein Rohrprogramm gestellt? Der Berechner war zwar mit Hilfe des Programms von der reinen mathematischen Tätigkeit befreit, musste nun aber dem Programm das Rohrleitungssystem verständlich beschreiben. Des Weiteren kann der Berechner nicht entscheiden, ob er die mögliche Komplexität eines gerade noch berechenbaren Systems überschreitet. Das Rohrleitungsprogramm muss also jede mögliche Konfiguration verarbeiten können und es muss in geeigneter Weise mit dem Anwender in Kommunikation treten.
Es ist offensichtlich, dass ein Rohrleitungssystem mit all seiner Vielfalt und Variationsmöglichkeit nicht im Ganzen beschrieben werden kann. Der praktikable Lösungsweg kann nur darin bestehen, das ganze Problem auf kleine, einfache Teilprobleme zu reduzieren. Die Feinheit der Reduktion wird durch die fest vorgegebenen Rohrleitungselemente bestimmt. Es muss folglich lediglich die Art, Anzahl, Lage und Reihenfolge dieser finiten Elemente dem Programm beschrieben werden. Die Berechnungsmethode der finiten Elemente (FEM) war mathematisch erforscht, das Problem über die EDV lösbar!
Die in den Folgejahren auch in Deutschland entstehenden diversen Rohrleitungsprogramme folgen stets diesem Prinzip. Der Anwender definiert zunächst ein kartesisches Koordinatensystem, um Punkte im Raum mit einem entsprechenden Ortsvektor beschreiben zu können. Danach wird das gegebene Leitungssystem in einzelne Elemente unterteilt. Diese individuellen Elemente werden durch die Definition von Verbindungsknoten voneinander unterschieden. Ein Leitungselement liegt folglich immer zwischen zwei Knoten. Dies bedeutet umgekehrt, dass zwischen zwei Knoten alle Eigenschaften wie Durchmesser, Wandstärke, Material, aber auch der Leitungsverlauf konstant sind. Nur an einem Knoten kann sich eine Leitungscharakteristik ändern, und nur an definierten Knoten können Kräfte ein oder ausgeleitet werden und können sich Auflager befinden. Die Lage aller Knoten im Raum ist durch einen Vektor definiert, womit auch die Lage aller Elemente definiert ist. Auch die auftretende Belastung einer Rohrleitung in Betrieb wird nicht als Ganzes berechnet, sondern sie wird zumindest in die beiden Grundlastfälle Eigengewicht und Temperatur aufgeteilt.
Die Programme selbst arbeiten nun nach den bekannten mathematischen Methoden diese finiten Elemente ab. Als Berechnungsergebnis werden für jedes Element und für jeden Belastungsfall die Verschiebungen, die auftretenden Kräfte und Momente und die vorhandenen Spannungen ermittelt und entsprechend dokumentiert.
Wie erfolgt nun die semantische Beschreibung eines Leitungssystems? Der Programmierer definiert einen Satz von Schlüsselwörtern, mit denen der Anwender die einzelnen Elemente der Art nach bestimmen kann, oder mit denen die besonderen Eigenschaften der Elemente und Knoten definiert werden können. Weiterhin legt der Programmierer eine Grammatik fest, die die Stellung und Reihenfolge der Schlüsselwörter in einem Datensatz festlegt.
Diese Schlüsselwörter sowie die dazugehörige Grammatik sind vom Anwender zu erlernen. Diese erlernte gemeinsame Sprache versetzt den Anwender in die Lage, mit dem Programm zu kommunizieren, also sein Problem dem Programm zu beschreiben. Das Programm selbst versteht nun die Problematik, kann diese bearbeiten und entsprechende Ergebnisse generieren.